# محمد جلال بك
محمد جلال بك هو سياسي عثماني شغل منصب والي في الدولة العثمانية.

## مناصبه
تولى المناصب التالية:
- والي حلب (1 يوليو 1913–1 يونيو 1915)